# Komunikacja symboliczna
W socjologii komunikacja symboliczna to jeden z aspektów rozpatrywania interakcji społecznej. U jego podstaw znajduje się koncepcja człowieka jako istoty, która potrafi tworzyć symbole i posługiwać się nimi. Zdolność tę ludzie wykorzystują do przekazywania sobie informacji z pomocą zachowań mających charakter symboliczny.
Problemem jest to, że nie tylko słowa, ale i wszelkie gesty muszą mieć dla rozmówców wspólne znaczenie i być przez nich jednakowo rozumiane, czyli być jednoznaczne jako symbole.
W interpretowaniu znaczenia zachowań symbolicznych ogromną rolę odgrywa zdolność człowieka do wcielania się w drugiego osobnika i spoglądania na daną sytuację z jego perspektywy. W toku interakcji ludzie, rozszyfrowują znaczenia symboli używanych przez drugą stronę, odczytują i interpretują wzajemnie swoje zachowania-tak werbalne, jak i niewerbalne.
Interakcja symboliczna jest ciągłym procesem interpretowania znaczeń, odczytywania zamiarów i wzajemnego dopasowywania się jej uczestników.
Problematyka interakcji symbolicznych została sformułowana i rozwinięta w obrębie kierunku, zwanego interakcjonizmem symbolicznym, zainicjowanego przez George'a Herberta Meada (1863-1931). Kierunek ten dał początek wielu późniejszym orientacjom koncentrującym uwagę na procesach interakcji.

## Literatura
Szacka Barbara, Wprowadzenie do socjologii, Warszawa 2003